# Muslim Jewłojew
Muslim Muchażyrowicz Jewłojew (ros. Муслим Мухажирович Евлоев; ur. 11 czerwca 1995 w Małgobeku, zm. 7 sierpnia 2020 w Nazraniu) – rosyjski, a od 2015 roku kirgiski zapaśnik walczący w stylu wolnym. Złoty medalista mistrzostw Azji w 2018; srebrny w 2017 i piąty w 2015. Mistrz igrzysk Solidarności Islamskiej w 2017 roku.
Zmarł w wyniku postrzelenia.